# Ciara Bravo
Ciara Quinn Bravo (Alexandria, 1997. március 18. –) amerikai színésznő, szinkronszínész.

## Élete és pályafutása
Szüleivel és két testvérével él együtt.
Karrierje 9 éves korában indult be. 2009-ben kisebb szerepet kapott az Angyalok és démonok című filmben, egy olasz lányt alakítva. Ugyanebben az évben kettő rövidfilmben és egy sorozatban tűnt fel.
2009–2013 között Katie Knightot, Kendall Knight (Kendall Schmidt) kishúgát játszotta a Nickelodeon Big Time Rush című sorozatában. 2010-ben a Nagyon vadon 3.-ban Giselita eredeti hangját kölcsönözte. 2013-ban a Nickelodeon Svindli a négyzeten című kalandfilmjében volt látható.

## Filmográfia

### Film
| Év   | Magyar cím                       | Eredeti cím                        | Szerep                               | Magyar hang    |
| ---- | -------------------------------- | ---------------------------------- | ------------------------------------ | -------------- |
| 2009 | Angyalok és démonok              | Angels & Demons                    | olasz lány (stáblistán nem szerepel) |                |
| 2009 |                                  | The Cafeteria (rövidfilm)          | Caroline                             |                |
| 2009 |                                  | Washed Up (rövidfilm)              | Sarah                                |                |
| 2010 | Nagyon vadon 3.                  | Open Season 3                      | Giselita (hangja)                    | Kiss Bernadett |
| 2016 | Rossz szomszédság 2.             | Neighbors 2: Sorority Rising       | diákszövetségi lány                  |                |
| 2017 |                                  | To The Bone                        | Tracy                                |                |
| 2017 |                                  | Dominique's Baby (rövidfilm)       | Charlise                             |                |
| 2018 |                                  | The Long Dumb Road                 | Ashley                               |                |
| 2019 |                                  | The Final Girl Returns (rövidfilm) | Mavis                                |                |
| 2021 | Cherry: Az elveszett ártatlanság | Cherry                             | Emily                                |                |
| 2021 |                                  | Coast                              | Cassie                               |                |
| 2021 | Javítóműhely                     | Small Engine Repair                | Crystal Romanowski                   | Blazsó Regina  |

### Televízió
| Év        | Magyar cím                                  | Eredeti cím                                | Szerep                 | Megjegyzések                                |
| --------- | ------------------------------------------- | ------------------------------------------ | ---------------------- | ------------------------------------------- |
| 2008      |                                             | Can You Teach My Alligator Manners?        | egyéb hangok           | 2 epizód                                    |
| 2009      | Oso különleges ügynök                       | Special Agent Oso                          | Sarah (hangja)         | 1 epizód                                    |
| 2009–2013 | Big Time Rush                               | Big Time Rush                              | Katie Knight           | főszereplő (72 epizód)                      |
| 2011      | A boldogság egy meleg takaró, Charlie Brown | Happiness Is a Warm Blanket, Charlie Brown | Patty (hangja)         | különkiadás                                 |
| 2011      | Fahéj, kiskutyám!                           | My Dog's Christmas Miracle                 | Heather                | különkiadás                                 |
| 2011      | Jégkorszak – Állati nagy karácsony          | Ice Age: A Mammoth Christmas               | Kisbarack (hangja)     | - rövidfilm - magyar hangja: - Jelinek Éva  |
| 2012      |                                             | Kinect Star Wars: Girly Vader              | Girly Vader            | tévéfilm                                    |
| 2012      | A Madagaszkár pingvinjei                    | The Penguins of Madagascar                 | Hunter (hangja)        | 1 epizód                                    |
| 2012      | Big Time: A film                            | Big Time Movie                             | Katie Knight           | tévéfilm                                    |
| 2013      | Szupi nindzsák                              | Supah Ninjas                               | Kylee                  | 1 epizód                                    |
| 2013      | Svindli a négyzeten                         | Swindle                                    | Melissa Bing           | - tévéfilm - magyar hangja: - Pekár Adrienn |
| 2013      | A Hathaway kísértetlak                      | The Haunted Hathaways                      | Blair                  | 1 epizód                                    |
| 2013      | Murphy átok                                 | Jinxed                                     | Meg Murphy             | - tévéfilm - magyar hangja: - Pekár Adrienn |
| 2014–2015 |                                             | Red Band Society                           | Emma Chota             | főszereplő (13 epizód)                      |
| 2016      | Második esély                               | Second Chance                              | Gracie Pritchard       | főszereplő (11 epizód)                      |
| 2016      | NCIS                                        | NCIS                                       | Amanda Campbell        | 1 epizód                                    |
| 2017      | A S.H.I.E.L.D. ügynökei                     | Agents of S.H.I.E.L.D.                     | Abby                   | 1 epizód                                    |
| 2019      |                                             | Wayne                                      | Delilah "Del" Luccetti | főszereplő (10 epizód)                      |
| 2019      | A sötétség titkai                           | Into the Dark                              | Lacey                  | - 1 epizód - magyar hangja: - Hermann Lilla |
| 2020      |                                             | A Teacher                                  | Mary Smith             | minisorozat (3 epizód)                      |
| 2023      |                                             | Most Dangerous Game                        | Tina                   | 5 epizód                                    |